# حكومة كونتي الثانية
حكومة كونتي الثانية هي مجلس الوزراء رقم 66 للجمهورية الإيطالية وهي الحكومة الثانية برئاسة جوزيبي كونتي. أدت الحكومة اليمين في 5 سبتمبر 2019.
هذه الحكومة مدعومة من قِبل حركة النجوم الخمسة (M5S) والحزب الديمقراطي (يسار الوسط) (PD)، إلى جانب المجموعة البرلمانية اليسارية الحرة والمساواة (LeU). وفي 17 سبتمبر، أعلن الحزب الوسطي إيطاليا حية (IV)، الذي انشق عن الحزب الديمقراطي في ذلك اليوم، دعمه للتحالف أيضًا.
يشار إلى الحكومة باسم «الحكومة الصفراء والحمراء» (governo giallorosso)، بناءً على الألوان المألوفة للأطراف الداعمة الرئيسية.
وتُعد حكومة كونتي الثانية صاحبة أقل متوسط عمر لأعضائها في تاريخ الجمهورية الإيطالية.
في 13 يناير 2021، بعد أسابيع من الخلافات داخل الائتلاف الحكومي، استقال وزيرا حزب إيطاليا حية من منصبيهما. واستقال رئيس الوزراء كونتي بعد أن فقد الدعم الكامل لأحد الأحزاب التي تشكل الحكومة، في 26 يناير 2021.

## الأحزاب الداعمة

### بداية المدة
في وقت تشكيل الحكومة، كان الوزراء والأعضاء الآخرون جزءًا من الأحزاب الثلاثة التالية.
| حزب                   | موضع       | الأيديولوجية الرئيسية  | زعيم             |
| --------------------- | ---------- | ---------------------- | ---------------- |
| حركة الخمس نجوم (M5S) | خيمة كبيرة | الشعبوية               | لويجي دي مايو    |
| الحزب الديمقراطي (PD) | يسار الوسط | الديمقراطية الاجتماعية | نيكولا زينغاريتي |
| حرة ومتساوية (ليو)    | اليسار     | الاشتراكية الديمقراطية | عدة قادة         |

كما حصلت الحكومة على دعم الحركة النقابية للإيطاليين في الخارج (MAIE)، وعُين أحد أعضاء مجلس الشيوخ، ريكاردو ميرلو، وكيل وزارة في مجلس الوزراء. تلقت الحكومة أيضًا دعمًا خارجيًا من الأحزاب الثانوية التالية: القائمة المدنية الشعبية (CP)، والحزب الاشتراكي الإيطالي (PSI)، وإيطاليا المشتركة (IiC)، وحزب الشعب الجنوبي التيرولي (SVP)، وحزب ترينتينو تيروليان للحكم الذاتي (PATT).

### 2019-2021
من 18 سبتمبر 2019 إلى 13 يناير 2021، كان وزراء الحكومة والأعضاء الآخرون من الأحزاب الأربعة التالية:
| حزب                   | موضع       | الأيديولوجية الرئيسية  | زعيم                 |
| --------------------- | ---------- | ---------------------- | -------------------- |
| حركة الخمس نجوم (M5S) | خيمة كبيرة | الشعبوية               | فيتو كريمي (التمثيل) |
| الحزب الديمقراطي (PD) | يسار الوسط | الديمقراطية الاجتماعية | نيكولا زينغاريتي     |
| إيطاليا فيفا (IV)     | مركز       | الليبرالية             | ماتيو رينزي          |
| حرة ومتساوية (ليو)    | اليسار     | الاشتراكية الديمقراطية | عدة قادة             |

في 17 سبتمبر، قاد رئيس الوزراء السابق ماتيو رينزي مجموعة منشقة خارج حزب PD وشكل حزب إيطاليا حية Italia Viva، وأكد دعمه للحكومة.

### حاليا
حاليًا، وزراء الحكومة والأعضاء الآخرون هم من الأحزاب الثلاثة التالية:
| حزب                   | موضع       | الأيديولوجية الرئيسية  | زعيم                 |
| --------------------- | ---------- | ---------------------- | -------------------- |
| حركة الخمس نجوم (M5S) | خيمة كبيرة | الشعبوية               | فيتو كريمي (التمثيل) |
| الحزب الديمقراطي (PD) | يسار الوسط | الديمقراطية الاجتماعية | نيكولا زينغاريتي     |
| حرة ومتساوية (ليو)    | اليسار     | الاشتراكية الديمقراطية | عدة قادة             |

في 13 يناير، أعلن رئيس الوزراء السابق ماتيو رينزي سحب دعم حزبه لمجلس الوزراء.

## التاريخ

### خلفية

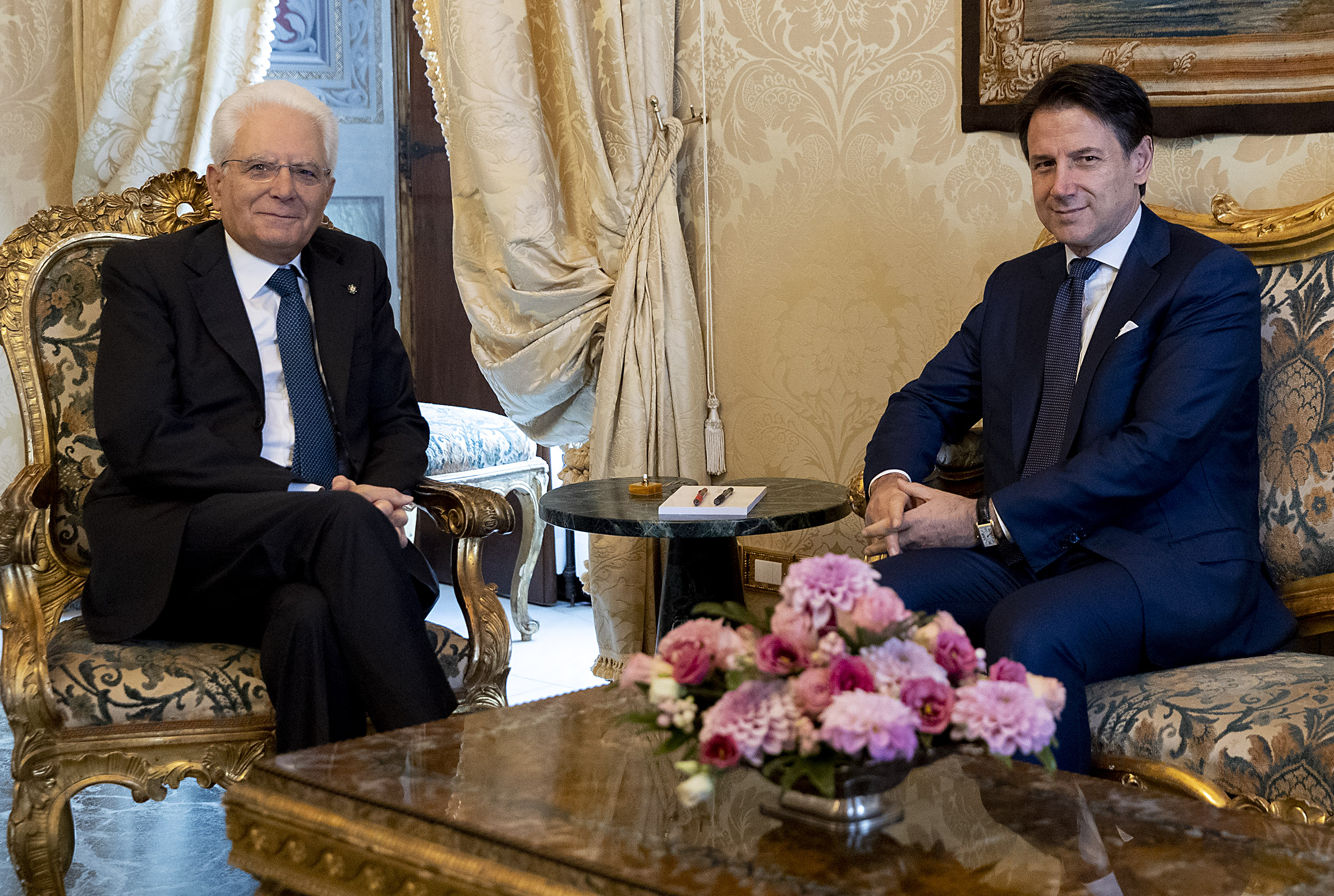
كونتي مع الرئيس سيرجيو ماتاريلا في قصر كويرينال في أغسطس 2019

بعد الانتخابات العامة لعام 2018، كانت حركة الخمس نجوم (M5S)، التي احتلت المرتبة الأولى في الانتخابات، ووافقت الرابطة على تشكيل حكومة ائتلافية بقيادة جوزيبي كونتي (حكومة كونتي الأولى).
في أغسطس 2019، أعلن ماتيو سالفيني، نائب رئيس الوزراء، عن اقتراح بحجب الثقة عن الحكومة، بعد تزايد التوترات داخل الأغلبية. جاءت خطوة سالفيني مباشرة بعد تصويت في مجلس الشيوخ بشأن تقدم خط سكة حديد تورينو - ليون فائق السرعة، حيث صوت، جنبًا إلى جنب مع أكبر أحزاب المعارضة، ضد محاولة M5S لعرقلة أعمال البناء. يعتقد العديد من المحللين السياسيين أن اقتراح سحب الثقة كان محاولة لفرض انتخابات مبكرة لتحسين مكانة حزبه في البرلمان، بسبب دعمه المتزايد في استطلاعات الرأي، مما يضمن أن يصبح سالفيني رئيس الوزراء المقبل. في 20 أغسطس، عقب المناقشة البرلمانية التي اتهم فيها كونتي سالفيني بقسوة بأنه انتهازي سياسي «تسبب في الأزمة السياسية لخدمة مصلحته الشخصية فقط»، قدم رئيس الوزراء استقالته إلى الرئيس سيرجيو ماتاريلا.

### تشكيل الحكومة
في 21 أغسطس، بدأ ماتاريلا مشاورات مع الكتل البرلمانية. في نفس اليوم، فتح المجلس الوطني للحزب الديمقراطي (PD) رسميًا وبالإجماع آفاق تشكيل مجلس وزراء مع M5S، تعتمد على المؤيدين لأوروبا، والاقتصاد الأخضر، والتنمية المستدامة، ومكافحة عدم المساواة الاقتصادية وسياسة الهجرة الجديدة. ومع ذلك، أسفرت المحادثات عن نتيجة غير واضحة، وأعلن الرئيس عن جولة ثانية من المشاورات تبدأ في 27 أغسطس.
بدأت المفاوضات بين PD وM5S، بينما أعلنت مجموعة Free and Equal (LeU)، وهي مجموعة برلمانية يسارية، دعمها أيضًا. في 28 أغسطس، أعلن زعيم حزب PD، نيكولا زينغاريتي، في قصر كويرينال، موقفه المفضل بشأن تشكيل حكومة جديدة يرأسها كونتي. في اليوم نفسه، استدعى ماتاريلا كونتي إلى قصر كويرينال في 29 أغسطس لمنحه مهمة تشكيل حكومة جديدة. في 3 سبتمبر، صوت أعضاء M5S من خلال ما يسمى بـ «منصة روسو» لصالح اتفاقية مع PD، لدعم كونتي رئيسًا للوزراء، بأكثر من 79٪ من الأصوات من بين ما يقرب من 80.000 ناخب.

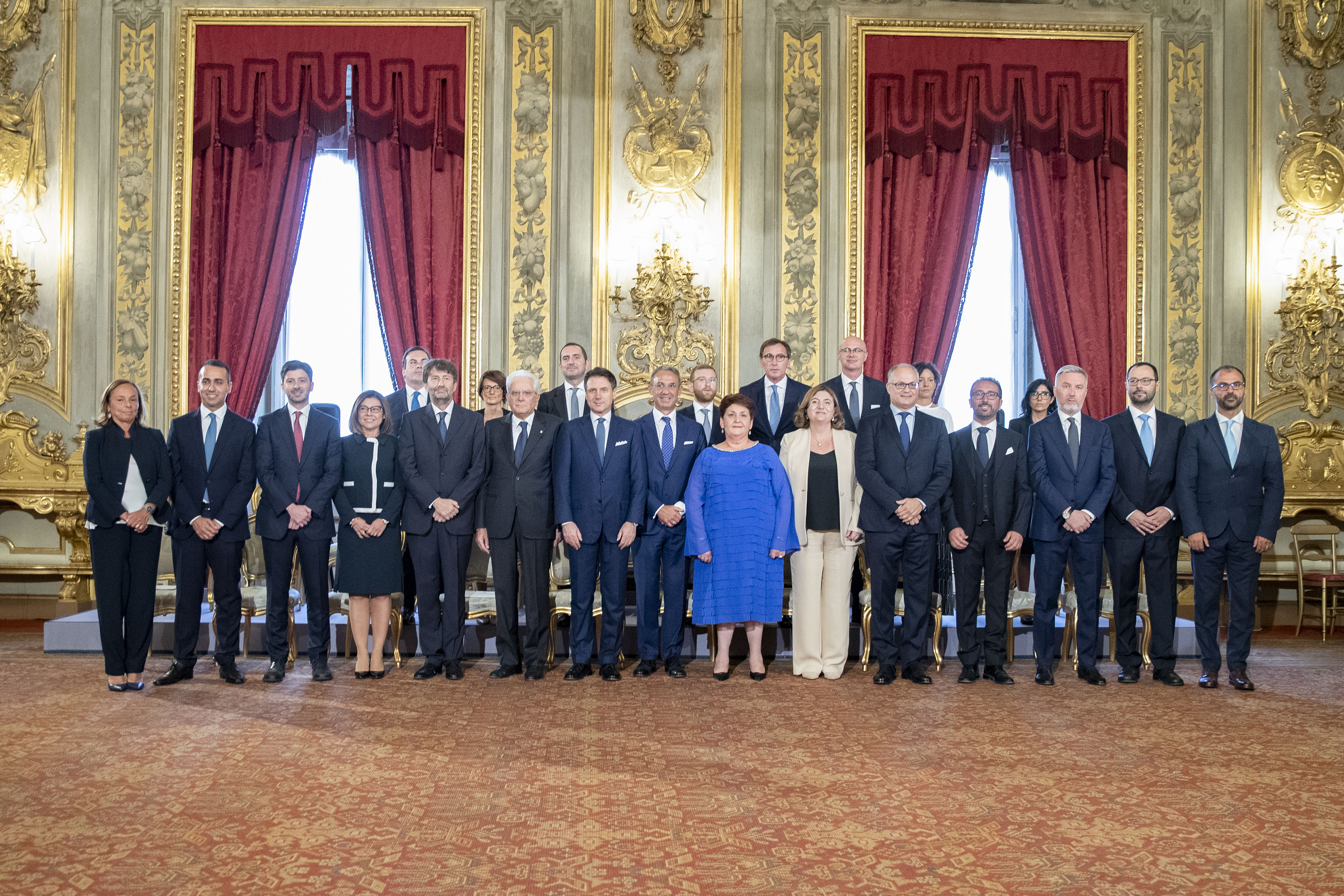
الحكومة في قصر كويرينال لأداء القسم

في 4 سبتمبر، أعلن كونتي وزراء هذه الحكومة الجديدة، التي أدت اليمين في اليوم التالي. كانت الحكومة في بدايتها تتألف من 21 وزيراً، منهم 14 رجلاً و7 نساء، غالبيتهم من جنوب إيطاليا.

### أصوات مجلسي النواب والشيوخ
في 9 سبتمبر 2019، وافق مجلس النواب على الحكومة بأغلبية 343 صوتًا مقابل 263 صوتًا وامتناع 3 عن التصويت. في اليوم التالي، تبعه مجلس الشيوخ، بأغلبية 169 لصالحه، وعارضه 133 وامتناع 5 عن التصويت.
| 9-10 سبتمبر 2019 التصويت لحكومة كونتي الثاني | 9-10 سبتمبر 2019 التصويت لحكومة كونتي الثاني | 9-10 سبتمبر 2019 التصويت لحكومة كونتي الثاني                                                          | 9-10 سبتمبر 2019 التصويت لحكومة كونتي الثاني |
| مجلس النواب                                  | تصويت                                        | حفلات                                                                                                 | الأصوات                                      |
| -------------------------------------------- | -------------------------------------------- | --- | -------------------------------------------- |
| مجلس النواب الأغلبية: (304)                  | نعم                                          | M5S (208), PD (109), أحرار ومتساوون ‏ (14), CP–AP–PSI–AC (4), أوروبا+ ‏–CD [الإنجليزية] (3), Others (5) | 343 / 609                                    |
| مجلس النواب الأغلبية: (304)                  | لا                                           | Lega (121), FI (95), FdI (33), NcI–USEI (4), Others (10)                                              | 263 / 609                                    |
| مجلس النواب الأغلبية: (304)                  | الامتناع                                     | SVP–PATT (3)                                                                                          | 3 / 609                                      |
| مجلس شيوخ الجمهورية الأغلبية: (152)          | نعم                                          | M5S (104), PD (49), للحكم الذاتي ‏ (4), أحرار ومتساوون ‏ (4), Others (8)                                | 169 / 307                                    |
| مجلس شيوخ الجمهورية الأغلبية: (152)          | لا                                           | Lega (57), FI (56), FdI (18), أوروبا+ ‏ (1), Others (1)                                                | 133 / 307                                    |
| مجلس شيوخ الجمهورية الأغلبية: (152)          | الامتناع                                     | للحكم الذاتي ‏ (3), M5S (1), PD (1)                                                                    | 5 / 307                                      |

### أزمات إيطاليا حية والخمس نجوم
في سبتمبر 2019، قاد رئيس الوزراء السابق ماتيو رينزي انشقاقًا عن حزب PD، وشكل حزبًا يسمى إيطالبا حية. كان للحزب الجديد وزيرين (تيريزا بيلانوفا وإيلينا بونيتي) ووكيل وزارة واحد، وحافظ على دعمه لحكومة كونتي الثانية.
في ديسمبر 2019، استقال وزير التعليم والبحث، لورنزو فيورامونتي، بعد خلافات مع بقية أعضاء مجلس الوزراء بشأن مشروع قانون ميزانية 2020 الذي تمت الموافقة عليه مؤخرًا. اعتبر فيورامونتي أن حصة الأموال المخصصة للتعليم والبحث غير كافية. لتعيين الوزير الجديد، قرر رئيس الوزراء كونتي تقسيم وزارة التعليم والجامعة والبحث إلى قسمين. ذهبت وزارة التعليم العام إلى وكيل الوزارة السابق لوسيا أزولينا (M5S)، في حين ذهبت وزارة الجامعة والبحث إلى عميد جامعة نابولي فيديريكو الثاني، غايتانو مانفريدي.
في يناير 2020، عانت حركة الخمس نجوم من انشقاقات برلمانية عديدة وانخفاض كبير في شعبيتها فيما يتعلق بانتخابات 2018. استقال لويجي دي مايو من منصبه كزعيم سياسي للحركة، واحتفظ بمنصبه كوزير للخارجية.

### تفشي فيروس كورونا
في فبراير 2020، تم تأكيد انتشار وباء COVID-19 إلى مناطق شمال إيطاليا. في غضون أسابيع قليلة، انتشر المرض إلى بقية أنحاء البلاد، وتركزت الحالات بصورة كبيرة في مناطق لومباردي وإميليا رومانيا وبيدمونت وفينيتو. واجهت الحكومة الأزمة الصحية اللاحقة من خلال فرض تدابير أكثر صرامة تدريجياً للتباعد الاجتماعي والحجر الصحي، حتى أنشأت أخيرًا في 9 مارس إغلاقًا على مستوى البلاد، وتقييد حركة الأشخاص باستثناء أسباب الضرورة أو الصحة أو العمل.

### الأزمة السياسية في يناير 2021
في 13 يناير 2021، بعد أسابيع من الخلافات بين حزب إيطاليا حية وبقية الحكومة فيما يتعلق بالتعامل مع أموال الجيل القادم من الاتحاد الأوروبي، استقال جميع أعضاء الحزب المشاركين في مجلس الوزراء (وزيرة الزراعة تيريزا بيلانوفا، ووزيرة الأسرة إيلينا بونيتي، ووكيل وزارة الاقتصاد إيفان Scalfarotto) من مناصبهم.
وبعد أن فقد الدعم الكامل لأحد الأحزاب التي تشكل الحكومة، فاز رئيس الوزراء كونتي بفارق ضئيل في تصويت على الثقة في مجلس الشيوخ بإحصاء 156-140، بما في ذلك 16 صوتًا معارضة من أعضاء مجلس الشيوخ لحزب إيطاليا حية، وهو أقل من الأغلبية المطلقة البالغة 161 صوتًا.
نتيجة لذلك، ولأن كونتي أصبح غير قادر على الحصول على أصوات كافية في البرلمان للمضي قدمًا في الحكومة الحالية، قام كونتي في 26 يناير 2021 بتقديم استقالته إلى الرئيس سيرجيو ماتاريلا، الذي طلب منه البقاء في منصبه لسيير الأعمال (كما هو معتاد في السياسة الإيطالية).